# Music and Lights
Singles de Imagination
Just an Illusion
(1982) In the Heat of the Night
(1982)
Music and Lights est une chanson du groupe anglais Imagination parue sur leur deuxième album In the Heat of the Night. Elle est sortie le 11 juin 1982 comme deuxième single de l'album. Elle se classa dans le top 5 au Royaume-Uni et connut un beau succès à travers plusieurs pays, atteignant notamment la première place en France et en Italie,.

## Liste des titres
| A. | Music and Lights                | 3:46 |
| B. | Music and Lights (Instrumental) | 3:15 |

| A. | Music and Lights                | 5:22 |
| B. | Music and Lights (Instrumental) | 4:10 |

## Classements et certifications
| Classement (1982)                      | Meilleure position |
| -------------------------------------- | ------------------ |
| Allemagne de l'Ouest (Media Control)   | 18                 |
| Belgique (Flandre Ultratop 50 Singles) | 10                 |
| Belgique (Flandre BRT Top 30)          | 16                 |
| Espagne (AFYVE)                        | 2                  |
| États-Unis (Hot Black Singles)         | 52                 |
| France (IFOP)                          | 1                  |
| Irlande (IRMA)                         | 5                  |
| Italie (Musica e dischi),              | 1                  |
| Norvège (VG-lista)                     | 9                  |
| Pays-Bas (Nederlandse Top 40)          | 12                 |
| Pays-Bas (Single Top 100)              | 16                 |
| Royaume-Uni (UK Singles Chart)         | 5                  |
| Suède (Sverigetopplistan)              | 12                 |
| Suisse (Schweizer Hitparade)           | 9                  |

| Classement (1982)           | Position |
| --------------------------- | -------- |
| Belgique (Flandre Ultratop) | 95       |
| France (IFOP)               | 15       |
| Italie (Musica e dischi)    | 17       |

| Pays                                                                    | Certification | Ventes certifiées |
| ----------------------------------------------------------------------- | ------------- | ----------------- |
| France (SNEP)                                                           | Or            | 760 000           |
| Royaume-Uni (BPI)                                                       | Or            | 500 000^          |
| ^Mise en rayon selon la certification xNon précisé par la certification |               |                   |